# Gaius Ateius Capito (prawnik)
Gaius Ateius Capito (zm. 22 n.e.) – prawnik, założyciel rzymskiej szkoły prawniczej Sabinianów, przeciwnik innego słynnego prawnika Marcusa Antistiusa Labeona. Gaius Ateius Capito piastował konsulat w 5 r.n.e. i cieszył się wielkim zaufaniem Augusta. Był autorem wielu pism prawniczych znanych z fragmentów, a także programu ludi Saeculares w 17 r.n.e.